# 一夕会
一夕会是1929年（昭和4年）5月19日日本帝國陸軍内部以陆军士官学校14期至25期生为中心联络的佐级少壮军官组织的秘密团体，是由“二叶会”与“周四会”的成员联合而成的。
1921年10月，在德国考察的永田铁山、小畑敏四郎、冈村宁次以及驻德国武官东条英机在德国巴登-巴登结成“巴登巴登密约”，相约改革陆军时弊，“消除长州派阀、刷新人事、改革军制、建立总动员体制”。回国后，联络以日本陆军士官学校第15~18期生为主的少壮军官组织“二叶会”。在其影响下以日本陆军士官学校第21~25期生为主成立“国策研究会”（又称“周四会”，也称“木曜会”）。永田铁山和东条英机参与“周四会”聚会为契机，1929年5月19日二者合并组成“一夕会”。作为一夕会发起人永田铁山是核心人物，是以永田铁山、小畑敏四郎、冈村宁次为主导。一夕会成立后，二叶会和周四会还继续各自定期活动。
一夕会提出实行“军主政从”，建设高度国防国家的国家改造主张，大力推进陆军人事革新，安排要以陆军大学校出身者为主；通过冈村寧次就任人事局補任課长以及后任课长磯谷廉介，努力安插一夕会成员谋取陆军省与陆军参谋本部的要职；对外重点推动在陆军内部认识到以武力解决所谓“滿蒙問題”必要性，通过以石原莞尔、板垣征四郎派赴关东军任参谋，进行策划准备攫取中国东北地区。决议拥立以荒木贞夫、真崎甚三郎、林銑十郎为中心的陆军中央领导层。
1931年底荒木贞夫出任陆军大臣，1932年相继的真崎甚三郎任参谋次长，林銑十郎任教育总监。一夕会的成员在实现其构想的同时，当中也因意见对立而矛盾激化。在荒木陆军大臣的人事安排下，在参谋本部提拔以小畑敏四郎为中心的皇道派军官。1933年由于在对苏联方针和对中国方针的不同，陆士同期关系密切的永田铁山与小畑敏四郎因不和而反目。1934年支持统制派的林铣十郎接任陆军大臣，提拔永田铁山任军务局长，掌握了陆军的人事。1935年相泽事件中永田被刺杀。1936年二·二六事件后的“肃军”运动中，荒木、真崎和小畑被转入预备役。之后东条英机和石原莞尔继续因对中国战争的方针而产生对抗。

## 成员
- 陸士14期 小川恒三郎
- 陸士15期 河本大作、山冈厚重
- 陸士16期 永田铁山、小畑敏四郎、冈村寧次、小笠原数夫、磯谷廉介、板垣征四郎、黑木親慶
- 陸士17期 东条英机、渡久雄、工藤义雄、饭田貞固
- 陸士18期 山下奉文、冈部直三郎、中野直三
- 陸士20期 桥本群、草场辰巳、七田一郎
- 陸士21期 石原莞尔、横山勇、町尻量基
- 陸士22期 本多政材、北野憲造、村上启作、铃木率道、铃木貞一、牟田口廉也
- 陸士23期 清水规矩、冈田资、根本博
- 陸士24期 沼田多稼蔵、土桥勇逸、深山亀三郎、加藤守雄
- 陸士25期 下山琢磨、武藤章、田中新一、富永恭次